# 宇都宮市立明保小学校
 宇都宮市立明保小学校（うつのみやしりつ めいほしょうがっこう）は、栃木県宇都宮市下荒針町にある公立小学校。

## 沿革
- 1873年 - 荒針村大字七久保に明保舎として創立。
- 1880年1月 - 荒針村字金沢に移転し、荒針学校と改称。
- 1887年
  - 荒針尋常小学校に改称。田野に分校を置く。
  - 東南2校に分立、本校を城山尋常小学校南校と改称。
  - 6月 - 荒針村字滝坪に新築移転（敷地498坪）。
- 1941年 - 城山村南国民学校と改称。学校給食実施。
- 1947年 - 城山村立南小学校と改称。校庭拡張（東下庭）。
- 1948年 - 給食室建築し、ミルク給食開始。
- 1951年 - PTA結成。
- 1955年 - 宇都宮市と合併により宇都宮市立城山南小学校と改称。
- 1971年2月 - 現在の場所への校舎新築工事開始。
- 1972年 - 9月より現在地へ移転して新校舎使用開始のため、8月末に児童およびPTA奉仕により引越し作業を行った。
- 1973年
  - 4月1日 - 城山南小学校区と富士見小鶴田町学区の一部が合併し、校名を宇都宮市立明保小学校へ改称。
  - 4月9日 - 始業式を挙行。1年生を除き245名の児童（鶴田地区からは6年生の転入無し）。
  - 4月11日 - 入学式を挙行。60名の一年生が入学。
  - 7月 - 体育館およびプール完成。
- 1974年2月 - 校旗樹立、校歌制定。スポーツ少年団結成。
- 1980年7月2日 - 校内の空き教室に中部公民館明保分館開設[1]。
- 1983年10月27日 - 校内に明保分館新築落成[2]
- 1993年 - 校庭整地。
- 2000年 - 情緒障害通級指導教室設置
- 2001年 - 知的障害特別支援学級設置
- 2002年 - 明保分館が明保地域コミュニティセンターへ改称[2]
- 2003年 - 校舎耐震補強、大規模改造工事開始（翌年完了）。
- 2005年 - 自閉・情緒特別支援学級設置、校庭整地工事、フラワーロード整備。
- 2015年 - 明保地域コミュニティセンターが校外へ新築移転[2]

## 移転のエピソード

### 校名
現在の場所へ小学校を移転させる際、校名について問題になった。従来の「城山南」という校名に対しては鶴田地区住民からの反対の声が多く、当時の住所は下荒針町野尻であったが、移転先の地名をとって荒針とすると城山の中心となってしまう、野尻では尻という字が好ましくないということで、地名を使うことについても反対が多かった。よって、学校側は開校時の校名である「明保」という案を出した。この校名にすることについて地区の理解も得られたため、明保小に決定した。その後、小学校の名称を踏襲し、1981年4月12日から周辺も「明保地区」となった。

### 水道
- 移転前の城山南小学校は、地下水に恵まれず、飲料水に不自由していたので、当時近くの鹿沼街道まで引かれていた上水道を現在地までの延伸を要望した結果、要望がとおり上水道が引かれ新校舎のトイレも水洗式となった。

### 引っ越し
- 児童用の机椅子は新品を搬入したが、教材教具や戸棚、給食用器具は移す必要があり、児童ならびにPTA奉仕により8月末に運ばれた。
- 庭木の移植には予算が出るという話であったが、実際は微々たる額だったので、職人でなければできないもの以外はPTA奉仕により移植した。城山南小学校には大きな大王松と彼岸桜があったが、移植は不可能なため、大王松は苗木を買い、彼岸桜は根本に出たひこ生えを城山南小学校の心として、新しい学校に植えた。

### 校歌
- 1974年制定の校歌は、当時の校長が作詞原案を作り教職員が修正して学校作詞に、作曲は音楽力のある教務主任が担当した。

## 通学区域
通学区域は以下の通りである。
- 宇都宮市
  - 飯田町の一部
  - 下荒針町の一部
  - 鶴田町の一部
  - 鶴田3丁目の一部
  - 西の宮1-2丁目